# Colinas do Burundi

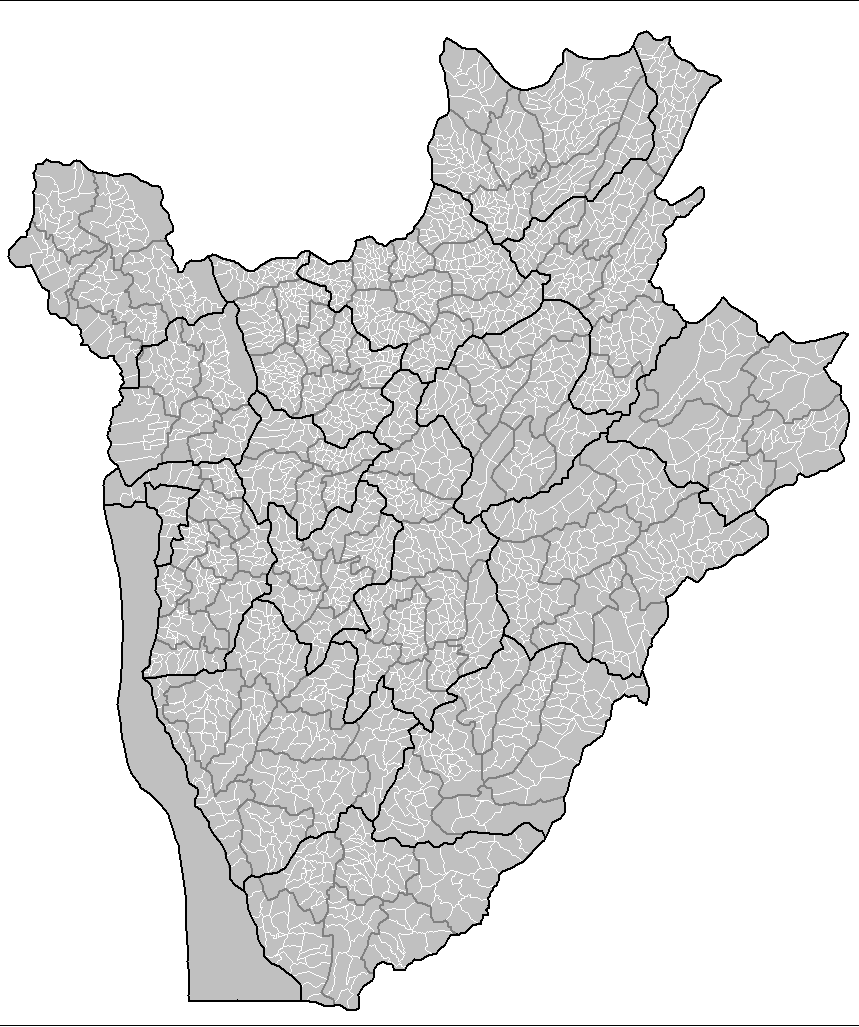
Colinas do Burundi

As Comunas do Burundi são divididas em 2.639 colinas. Colline
significa "colina" em francês, uma das duas línguas oficiais do país. As Colinas estão listadas abaixo, por comuna:

## Bisoro
| - Buburu - Buhabwa - Gitaramuka - Kanka - Kariba - Kiganda - Kirika - Kivoga | - Mabaya - Masango - Mashunzi - Munanira - Musumba - Nyabisiga - Rubamvye |

## Bubanza
| - Buhororo - Buvyuko - Ciya - Gahongore - Gatura - Gitanga - Karinzi - Kazeke - Kivyiru - Mitakataka - Mugimbu | - Muhanza - Muhenga - Muramba - Mwanda - Ngara - Nyabitaka - Rugunga - Rurabo - Shari - Urban Center - Zina |

## Bugabira
- Gaturanda
- Gitwe
- Kigina
- Kigoma
- Kiri
- Kiyonza
- Nyabikenke
- Nyakarama
- Rubuga
- Rugesa

## Buganda
| - Cunyu - Gasenyi - Kaburantwa - Kagunuzi - Kasega - Murambi | - Muremera - Mwunguzi - Ndava - Nimba - Nyamitanga - Ruhagarika |

## Bugarama
| - Bugarama - Burangwa - Cashi - Gahuni - Gitwaro - Janda - Kagoma - Kayombe | - Kizuga - Magara - Mihongoro - Mugendo - Nyabungere - Nyagushwe - Saga |

## Bugendana
| - Bitare - Carire - Cishwa - Gaterama - Gitongo - Gitora - Jenda - Kibasi - Kibundo - Mirama - Mugitega | - Mukoro - Mutoyi - Mwurire - Nikanda - Nyagisenyi - Nyakeru - Nyamagana - Runyeri - Rushanga - Rwingiri - Wiruvu |

## Bugenyuzi
| - Bhindye - Bihemba - Bonero - Bugenyuzi - Canzikiro - Cuba - Gashinga - Gishikanwa - Kabwira | - Kanazi - Kidahwe - Kigufi - Kiranda - Mugoboka - Munyinya - Muramba - Muyange | - Nyagoba - Rugazi - Ruharo - Rusasa - Rusenga - Rwandagaro - Rwimbo - Teme |

## Buhiga
| - Buhiga - Buhinyuza - Burenza - Bushirambeho - Cigati - Gasenyi - Gisenyi - Gitanga - Kajeri | - Kanyange - Karamba - Karunyinya - Karuri - Magamba - Mayenzi - Muhweza - Miwoya - Nkoronko | - Nyamabega - Nzibariba - Ramvya - Rudaraza - Rukamba - Rutonganikwa - Ruyaga - Rweya - Shanga - Urban Center |

## Buhinyuza
| - Bugungu - Buhinyuza - Bunywana - Butihinda - Bwasira - Gasave - Gihongo - Gitaramuka - Jarama | - Kara - Karehe - Karongwe - Kibimba - Kiyange - Mabago - Muramba - Ntobwe | - Nyabucugu - Nyagishiru - Nyankurazo - Nyaruhengeri - Nyarunazi - Rugazi - Rugongo - Ruvumu |

## Bujumbura Mairie
| - Buterere - Buyenze - Bwiza - Cibitoke - Gihosha - Kamenge - Kanyosha | - Kinama - Kinindo - Musaga - Ngagara - Nyakabiga - Roherero |

## Bukemba
- Bugiga
- Bukemba
- Butare
- Gihofi
- Murama
- Rutanga

## Bukeye
| - Buhorwa - Burarana - Busangana - Busekara - Gahaga - Gaharo - Gashishima - Gikonga - Kigereka | - Kivogero - Kiziguro - Musumba - Nyambo - Nyarucara - Rusha - Rwantsinda - Rwetelo - Shumba |

## Bukinanyana
| - Bihembe - Bubegwa - Bumba - Burimbi - Burkinanyana - Gahabura - Gakomero - Giserama - Kibati - Kibaya - Munyinya | - Nderama - Nyampinda - Nyamyeha - Nyangwe - Nyarubugu - Nyarwumba - Rehembe - Rtyazo - Rusenda - Sehe - Shimwe |

## Bukirasazi
| - Buhine - Bukirasazi - Bunyuka - Gasongau - Kibere - Kibuye - Migano - Mpingwe - Muhanda | - Nyambire - Nyamisure - Rugabano - Rugoma - Rukoke - Ruvumu - Rwinyana - Shaya - Tema |

## Burambi
| - Bisaka - Buhinyuza - Busaga - Busura - Buyenzi - Gahinda - Gakonko - Gatobo - Gisenyi - Gishiha - Gitaba | - Gitaramuka - Gitongwe - Magana - Maramvya - Murara - Murenge - Muzi - Rumonyi - Rutwenzi - Rwaniro |

## Buraza
| - Bibate - Bubaji - Bugega - Buraza - Buriza - Butemba - Butezi - Gicure - Gisura - Gitaramuka | - Kabumbi - Mahonda - Maza - Mugano - Musebeyi - Muyange - Ndago - Ndava - Rweza |

## Bururi
| - Buhin - Burarana - Burenza - Burunga - Gahago - Gasenyi - Gatanga - Gisanze - Jungwe - Karwa | - Kiganda - Kiremba - Mahonda - Mubuga - Mudahandwa - Mugozi - Munini - Murago - Muzima | - Nyamiyaga - Nyarugera - Nyarwaga - Nyavyamo - Rukanda - Rushemeza - Ruvumu - Tongwe - Urban Center |

## Busiga
| - Bigera - Bitambwe - Caga - Cendajuru - Gahini - Gatika - Gitemezi - Kavumu - Kididiri - Kigufi - Kimagara | - Kinyami - Kirimba - Magana - Makombe - Mihama - Mpago - Mparamirundi - Mpondogoto - Munyange - Murambi - Mureme | - Mutsindi - Mutumba - Muyogoro - Nyabizinu - Nyamisebo - Nyange - Nyanza Tubiri - Rubari - Rugori - Rumbaga - Rwanyege |

## Busoni
| - Buhimba - Burara - Buringa - Gatare - Gatemere - Gatete - Gisenyi - Gitete - Higiro - Kabanga | - Kagege - Karambo - Kibonde - Kididiri - Kigoma - Kiravumba - Kivo - Kumana - Marembo - Mugobe | - Mukerwa - Munazi - Munyinya - Murore - Mutambi - Muvyuko - Muyange - Nyabisindu - Nyabugeni - Nyagisozi | - Nyakizu - Renga - Rugarama - Ruheha - Runyinya - Rurende - Rurira - Rutabo - Ruvaga - Rwibikare - Sigu |